# چریانو لاگتو
چریانو لاگتو (به ایتالیایی: Ceriano Laghetto) یک کومونه در ایتالیا است که در استان مونتزا و بریانتزا واقع شده‌است.

## خصوصیات
چریانو لاگتو ۷٫۱ کیلومترمربع مساحت و ۶٬۵۱۶ نفر جمعیت دارد.